# Вила-Нова-да-Муия
Ви́ла-Но́ва-да-Муи́я (порт. Vila Nova da Muía)  —  населённый пункт и район в Португалии,  входит в округ Виана-ду-Каштелу. Является составной частью муниципалитета  Понти-да-Барка. По старому административному делению входил в провинцию Минью. Входит в экономико-статистический  субрегион Минью-Лима, который входит в Северный регион. Население составляет 1034 человека на 2001 год. Занимает площадь 5,26 км².